# Ганьча (Підляське воєводство)
Ганьча (пол. Hańcza) — село в Польщі, у гміні Пшеросль Сувальського повіту Підляського воєводства.
Населення — 86 осіб (2011).
У 1975-1998 роках село належало до Сувальського воєводства.

## Демографія
Демографічна структура станом на 31 березня 2011 року:
|          | Загалом | Допрацездатний вік | Працездатний вік | Постпрацездатний вік |
| -------- | ------- | ------------------ | ---------------- | -------------------- |
| Чоловіки | 43      | 8                  | 28               | 7                    |
| Жінки    | 43      | 8                  | 23               | 12                   |
| Разом    | 86      | 16                 | 51               | 19                   |